# Presto (motor de renderització)
Presto era el motor de renderització del navegador web Opera durant una dècada. Va ser alliberat el 28 de gener de 2003 en l'Opera 7, i més tard utilitzat per l'Opera Mini i els navegadors Opera Mobile. A partir de l'Opera 15, el navegador d'escriptori utilitza un rerefons de Chromium, reemplaçant pel Presto el motor de renderització Blink.
Presto és un motor dinàmic. Les pàgines web poden ser re-renderitzades completament o parcialment en resposta a esdeveniments DOM. Les seves edicions tenen uns quants pedaços i optimitzacions per millorar la velocitat del motor ECMAScript (JavaScript) motor. És programari de propietat només disponible com a part dels navegadors Opera.

## Motors ECMAScript
Una successió de motors ECMAScript han estat utilitzats amb Opera. Les versions anteriors a Presto utilitzaven un motor Linear A. Les versions d'Opera basades en el fork del Nucli del Presto, Opera 7.0 fins a la 9.27, van utilitzar el motor Linear B. El motor Futhark és utilitzat en algunes versions en el fork del Nucli 2 de Presto, és a dir Opera 9.5 fins Opera 10.10. Quan va ser alliberat era el motor més ràpid, però el 2008 una generació nova de motors ECMAScript de Google (V8), Mozilla (TraceMonkey), i Apple (SquirrelFish) van anar més enllà, introduint la generació de codi natiu.
A principis de 2009, Opera va introduir el motor Carakan. Tenia un bytecode basat en registre, generació de codi natiu, classificació d'objectes automàtica, i millores d'actuació global. L'accés primerenc en l'Òpera 10.50 pre-l'alfa va mostrar que era tan ràpid com els competidors més ràpids, sent el guanyador en 2 dels 3 benchmarks més utilitzats.

## Aplicacions basades en Presto

### Navegadors web
- Opera
  - Opera 7 a 12
  - Opera Mobile 9.5 a 12
  - Opera Mini (continua utilitzant Presto en un servidor intermedi)
- Nintendo
  - Navegador de Nintendo DS (basat en Opera)[7]
  - Navegador de Nintendo DSi (basat en Opera)[8]
  - Canal d'Internet de Wii (basat en Opera)[9]
- Navegador de Nokia 770 (basat en Opera)
- Navegador de Sony Mylo COM-1 (basat en Opera)[10]

### Editors d'HTML
- Macromedia Dreamweaver MX a Dreamweaver CS3 (CS4/CS5 ús de WebKit)
- Adobe Creative Suite 2[11]
- Adobe Creative Suite 3[12]
- Virtual Mechanics SireSpinner Pro[13]